# Iridopelma zorodes
Iridopelma zorodes é uma espécie de aranha pertencente à família Theraphosidae (tarântulas).